# Calliephialtes argentinus
Calliephialtes argentinus är en stekelart som beskrevs av Blanchard 1936. Calliephialtes argentinus ingår i släktet Calliephialtes och familjen brokparasitsteklar. Inga underarter finns listade.